# Agustín Víctor Casasola

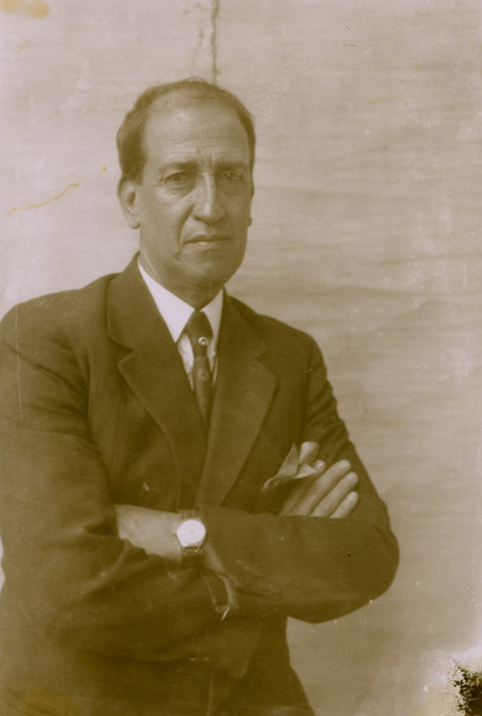
Agustín Victor Casasola

Agustín Víctor Casasola (geb. 28. Juli 1874 in Mexiko-Stadt; gest. 30. März 1938 ebenda) war ein mexikanischer Fotograf und Inhaber einer der weltweit ersten Bildagenturen. Er war Mitbegründer der mexikanischen Vereinigung der Presse-Fotografen (Asociacíon de Fotógrafos de Prensa).

## Lebensweg
Agustín Víctor Casasola wurde in Mexiko-Stadt geboren. Der Fotograf Miguel Casasola (1876–1951) war sein jüngerer Bruder. 1880, als Agustín sechs Jahre alt war, starb sein Vater. Agustín arbeitete bereits als Jugendlicher in einer Druckerei und Buchbinderei. Agustín Casasola absolvierte eine Lehre als Schriftsetzer (Typograph). In der zweiten Hälfte der 1890er Jahre, im Alter von etwa 20 Jahren, wechselte er in den Journalismus und wurde Reporter für die Zeitung El Imparcial. Ab 1903 arbeitet Casasola als Fotoreporter. Im darauffolgenden Jahr, 1904, wechselte Casasola von der El Imparcial zur Zeitung El Tiempo. Er arbeitet auch für die Zeitungen El Globo und El Universal.
1905 eröffneten Agustín und sein Bruder Miguel ihre eigene Fotoagentur namens Casasola Fotográficos, eine der weltweit ersten Bildagenturen. Im Jahr 1907 gelangen Agustín Casasola aufsehenerregende Aufnahmen: General Manuel Lisandro Barillas Bercián, der frühere Präsident Guatemalas, war am 15. März 1907 in seinem Exil in Mexiko-Stadt einem Attentat zum Opfer gefallen. Die beiden Attentäter, Florencio Reyes Morales und Bernardo Mora, wurden am 8. September 1907 im Hof des Belén-Gefängnisses in Mexico-Stadt hingerichtet. Bildberichterstattung von der Hinrichtung hatten die mexikanischen Behörden untersagt; Casasola war jedoch auf einen Telefonmast geklettert und konnte von dort aus über die Gefängnismauer hinweg die Erschießung fotografieren.
Am 20. November 1910 brach die Revolution aus, die in einen mehrjährigen Bürgerkrieg einmündete. Angesichts dieser dramatischen Situation entwickelte Casasola sich rasch zu einem Pionier der Reportage- und Dokumentarfotografie unter Kriegsbedingungen. Nach Roger Fenton und einigen wenigen anderen Fotografen, die bereits im Krimkrieg (1853–1856) fotografiert hatten, war Casasola unter den frühen Kriegsberichterstattern. Er dokumentierte mit nüchternem und unvoreingenommenem Blick das Geschehen auf beiden Seiten der Kampflinien. Dabei scheut er sich nicht, seine sperrige Kamera in Sichtweite der Front aufzustellen, um die Kämpfe zu fotografieren. Er war wahrscheinlich der einzige Fotograf, der jemals Bilder gemacht hat, auf denen die beiden gegnerischen Seiten zugleich zu sehen sind, und er war ein Meister darin, den entscheidenden Moment festzuhalten. Er machte beeindruckende Fotos von Truppen, die Eisenbahnzüge angriffen, von grobschlächtigen Soldaten, die die Oberschicht aus den besseren Gegenden der von ihnen eroberten Hauptstadt verdrängten, ‚Soldaderas‘, die ihre kämpfenden Männern mit Beistand und Nachschub versorgten und auch selbst an ihrer Seite kämpften, standrechtlichen Hinrichtungen, verstreut herumliegenden Leichen, Gruppen bewaffneter Kindern und den verhärteten Mienen von Menschen, die viel Leid und Unrecht gesehen hatten. Seine Arbeit wirkt ähnlich kühl und distanziert wie die Dokumentarfotografie von heute – in den 1910er Jahren war eine solche Unerschrockenheit selten.
Mitten in der Revolution, im Jahr 1911, gründete Casasola, zusammen mit anderen Pressefotografen, in Mexico-Stadt die Asociacíon de Fotógrafos de Prensa (Vereinigung der Pressefotografen), und 1912 zusammen mit seinem Bruder Miguel die Agencia Mexicana de Información Gráfica (Agentur für graphische Information), eine der weltweit ersten Bildagenturen. Den Bildbestand dieser Agentur erstellten nicht nur Agustín und Miguel Casasola selbst, sondern insgesamt um die 480 verschiedene Fotografen, deren Bilder jedoch nicht unter ihrem eigenen Namen, sondern dem der Agentur veröffentlicht wurden, so dass bei vielen Fotos die Urheberschaft nicht sicher geklärt werden kann. Zur Fotoagentur haben auch Agustíns sechs Kinder beigetragen: seine vier Söhne Gustavo (1900–1982), Agustín junior (1901–1980), Ismael (1902–1964) und Mario (1923–1988) als Fotografen sowie seine beiden Töchter Dolores (1907–2001) und Piedad (1909–1953) im Labor, im Archiv und bei der Kundenbetreuung. Unter den Fotografen, die Bildmaterial für die Bildagentur Casasola geliefert haben, waren Jesús H. Abitia, Hugo Brehme, Antonio Garduño, Heliodoro J. Gutiérrez, die Gebrüder Mayo, Eduardo Melhado, Genaro Olivares (Ehemann von Agustíns Tochter Dolores Casasola, also Agustíns Schwiegersohn), Sabino Osuna, Manuel Ramos, Amado Salmerón, Samuel Tinoco und Ezequiel Tostado sowie die Firmen cif und México Fotográfico.
Im Jahr 1921 veröffentlichte Casasola erstmals das Album Histórico Gráfico mit Fotografien aus den Revolutionsjahren 1910 bis 1920, das in den Jahren danach in etlichen Auflagen erschien. Es war als erster Teil eines mehrbändigen Werkes konzipiert, wurde aber erst Jahre nach Agustín Casasolas Tod von seinen Söhnen Gustavo und Ismael – beide ebenfalls Fotografen – fertiggestellt. Sie veröffentlichten im Jahr 1960 eine Fortsetzung zum ersten Band von 1921, das Album Historia Grafica de la Revolucion Mexicana.
Ab etwa 1925 fertigte Casasola seine Aufnahmen, vor allem in Mexiko-Stadt, mit einer 35-mm-Kleinbildkamera an.
Anfang 1938 gründete Casasola die Zeitschrift Hoy (Heute). Er starb kurz darauf, im März 1938, im Alter von 63 Jahren.
Sein Sohn Agustín Casasola Zapata gründete aus den Fotobeständen der Bildagentur das Casasola-Archiv. Von ihm erwarb die mexikanische Regierung im Jahr 1976 das aus insgesamt 484.004 Aufnahmen (411.913 Negativen und 72.091 Positiven) bestehende Casasola-Archiv. Es wird seitdem im Centro cultural Hidalgo (I.N.A.H.) in einem Nebengebäude des ehemaligen Klosters San Francisco in Pachuca de Soto, der Hauptstadt des mexikanischen Bundesstaates Hidalgo, aufbewahrt.